# Literaturjahr 1920
Liste der Literaturjahre

◄◄ | ◄ | 1916 | 1917 | 1918 | 1919 | Literaturjahr 1920 | 1921 | 1922 | 1923 | 1924 | ► | ►►

Weitere Ereignisse

## Ereignisse
- 30. April: Katherine S. Dreier, Man Ray und Marcel Duchamp gründen in New York City die Société Anonyme Inc. Die Gruppe organisiert zahlreiche Ausstellungen, Lesungen, Konzerte und Symposien zum Modernismus und veröffentlicht darüber zahlreiche Publikationen.

### Prosa

#### Deutschsprachige Literatur
- 13. September: Der Roman In Stahlgewittern von Ernst Jünger wird veröffentlicht, in dem er seine Erlebnisse im Ersten Weltkrieg verarbeitet. Er fasst den Krieg als ein schicksalhaftes Geschehen auf, dem die Menschen wie einer Naturgewalt ausgeliefert sind. Literaturhistorisch ist das Werk dem Soldatischen Nationalismus nach 1918 zuzuordnen.

- Der historische Roman Wallenstein von Alfred Döblin erscheint im S. Fischer Verlag in Berlin.
- Von Erich Maria Remarque erscheint in Dresden unter seinem bürgerlichen Namen „Erich Paul Remark“ sein Romandebüt Die Traumbude.
- Von Hermann Hesse erscheint u. a. die Erzählung Kinderseele.
- Von Jakob Wassermann erscheint u. a. die Erzählung Adam Urbas.
- Von Johannes Schlaf erscheint die Erzählung Miele – Ein Charakterbild.
- Von dem evangelischen Pfarrer und Schriftsteller Artur Brausewetter erscheint der Roman In Lebensfluten, im Tatensturm – einer von insgesamt rund 50 Romanen, die er in seinem Leben verfasste.

#### Englischsprachige Literatur
- 26. März: Beim Verlag Scribner’s erscheint der erste Roman, den der US-amerikanische Schriftsteller F. Scott Fitzgerald veröffentlicht. Der Erfolg von This Side of Paradise (Diesseits vom Paradies) macht den 23-Jährigen in kurzer Zeit berühmt.
- 25. Oktober: Das Kinderbuch The Story of Doctor Dolittle (Doktor Dolittle und seine Tiere) des britischen Schriftstellers Hugh Lofting erscheint. Lofting hat die Geschichten in den Schützengräben des Ersten Weltkrieges in Flandern in Form von illustrierten Briefen an seine Kinder verfasst. Das Werk bildet den Auftakt für eine ganze Serie von Büchern über den mit den Tieren sprechenden Arzt.
- Oktober: The Mysterious Affair at Styles (Das fehlende Glied in der Kette), der erste Kriminalroman der britischen Autorin Agatha Christie, erscheint in den USA bei John Lane. Der belgische Ermittler Hercule Poirot und sein Freund Leutnant Arthur Hastings haben in diesem Roman ihren ersten Auftritt.

- Von der US-Amerikanerin Edith Wharton erscheint der Roman The Age of Innocence in der Zeitschrift Pictorial Review in vier Teilen. Noch im selben Jahr gibt D. Appleton & Company den Roman als Buch heraus.

#### Literatur in anderen Sprachen
- Von dem französischen Autor und Pazifisten Romain Rolland erscheint in Paris und Genf die Novelle Pierre et Luce.
- Jewgeni Samjatin vollendet den dystopischen Roman Wir. Es ist das erste Buch, welches offiziell in der Sowjetunion verboten wird.
- Mit Kransen erscheint der erste Band der Trilogie Kristin Lavranstochter von Sigrid Undset, für die die Autorin 1928 den Nobelpreis für Literatur erhalten wird.

#### Übersetzungen
- Von Rabindranath Tagore erscheint der Roman Das Heim und die Welt auf Deutsch.

### Lyrik
- 21. Februar: Auf einer Zugfahrt nach Berlin schreibt Bertolt Brecht das Gedicht Erinnerung an die Marie A.

### Dramatik
- 26. März: Die Schwestern oder Casanova in Spa, ein Lustspiel in Versen in einem Akt von Arthur Schnitzler, wird am Burgtheater in Wien uraufgeführt und von der Kritik schlecht aufgenommen.
- 22. August: Mit einer Aufführung des Jedermann von Hugo von Hofmannsthal auf dem Salzburger Domplatz mit Alexander Moissi und Johanna Terwin in den Hauptrollen beginnt die Geschichte der Salzburger Festspiele. Neben Max Reinhardt und Hugo von Hofmannsthal ist die Etablierung der Salzburger Festspiele hauptsächlich dem Komponisten Richard Strauss, dem Dirigenten und Wiener Hofoperndirektors Franz Schalk und dem Bühnenbildner Alfred Roller zu verdanken.
- 23. Dezember: Arthur Schnitzlers Bühnenstück Reigen wird am Kleinen Schauspielhaus in Berlin erstmals vollständig aufgeführt und löst einen der größten Theaterskandale des 20. Jahrhunderts aus. Wenige Stunden vor der Berliner Premiere wird die Vorstellung vom preußischen Kultusministerium verboten und den Direktoren sechs Wochen Haft angedroht. Direktorin Gertrud Eysoldt tritt vor den Vorhang, berichtet dem Publikum die Sachlage und erklärt, dass die drohende Haftstrafe sie nicht daran hindern könne, für die Freiheit der Kunst einzutreten und dem Vorwurf entgegenzutreten, dass Schnitzler ein „unsittlicher Schriftsteller“ sei. Nach der Uraufführung werden sie und ihr Kolle Maximilian Sladek, der Regisseur Hubert Reusch sowie mehrere Darsteller wegen „Erregung öffentlichen Ärgernisses“ vor Gericht gestellt. Am 31. Dezember erfolgt die erste Aufführung in Hamburg.

- Eugene O’Neill veröffentlicht sein erstes abendfüllendes Drama Beyond the Horizon (Jenseits vom Horizont), für das er im gleichen Jahr den Pulitzer-Preis erhält.
- Der tschechische Schriftsteller Karel Čapek veröffentlicht das Drama R.U.R. – Rossum’s Universal Robots.

### Kunsttheorie

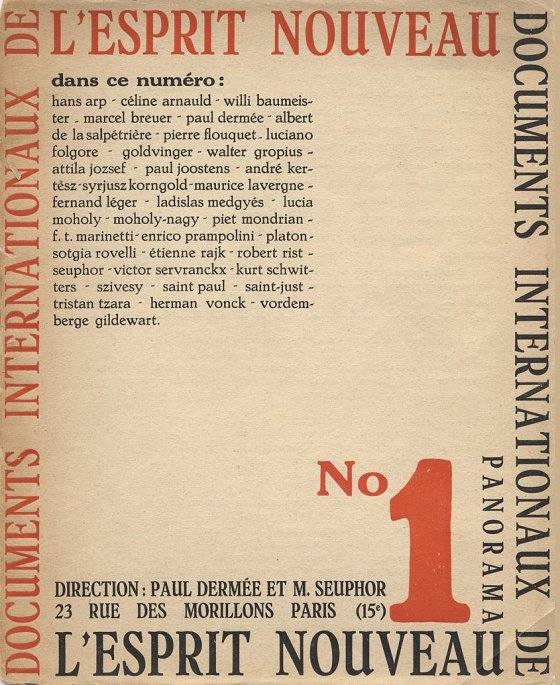
L’Esprit Nouveau, Cover der ersten Ausgabe

- Oktober: Die erste Ausgabe der Avantgarde-Zeitschrift L’Esprit Nouveau erscheint. Die von Amédée Ozenfant und Le Corbusier gemeinsam mit Paul Dermée und Michel Seuphor herausgegebene Zeitschrift hat ein breites Spektrum an Themen und Ideen. Ziel dieser Zeitschrift ist es ihre Ideen zur Malerei und Architektur in der Öffentlichkeit zu verbreiten.

- Piet Mondrian veröffentlicht sein kunsttheoretisches Hauptwerk Le Néo-Plasticisme über den Stil des Neoplastizismus im Verlag L’Effort Moderne von Léonce Rosenberg.

### Sachliteratur
- Von Max Born erscheint Die Relativitätstheorie Einsteins.

### Religion
- 23. Mai: Papst Benedikt XV. stellt in seiner Enzyklika Pacem, Dei munus pulcherrimum den Frieden in den Mittelpunkt seiner Betrachtung und empfiehlt nach dem Ersten Weltkrieg die Versöhnung der Gegner. Einer Völkerbundidee gegenüber ist er positiv eingestellt.
- 15. September: In der Enzyklika Spiritus Paraclitus wendet sich Papst Benedikt XV. gegen Fehlversuche der Bibelforschung, ungelöste Fragen um die Heilige Schrift aufklären zu wollen.
- 05. Oktober: In der Enzyklika Principi apostolorum Petro wird der im 4. Jahrhundert wirkende Ephraem der Syrer von Papst Benedikt XV. über die orthodoxen Kirchen hinaus als Kirchenlehrer der römisch-katholischen Kirche akzeptiert.

### Preise und Auszeichnungen
- Der Norweger Knut Hamsun erhält „für sein monumentales Werk Segen der Erde“ den Nobelpreis für Literatur.

## Geboren

### Januar bis März

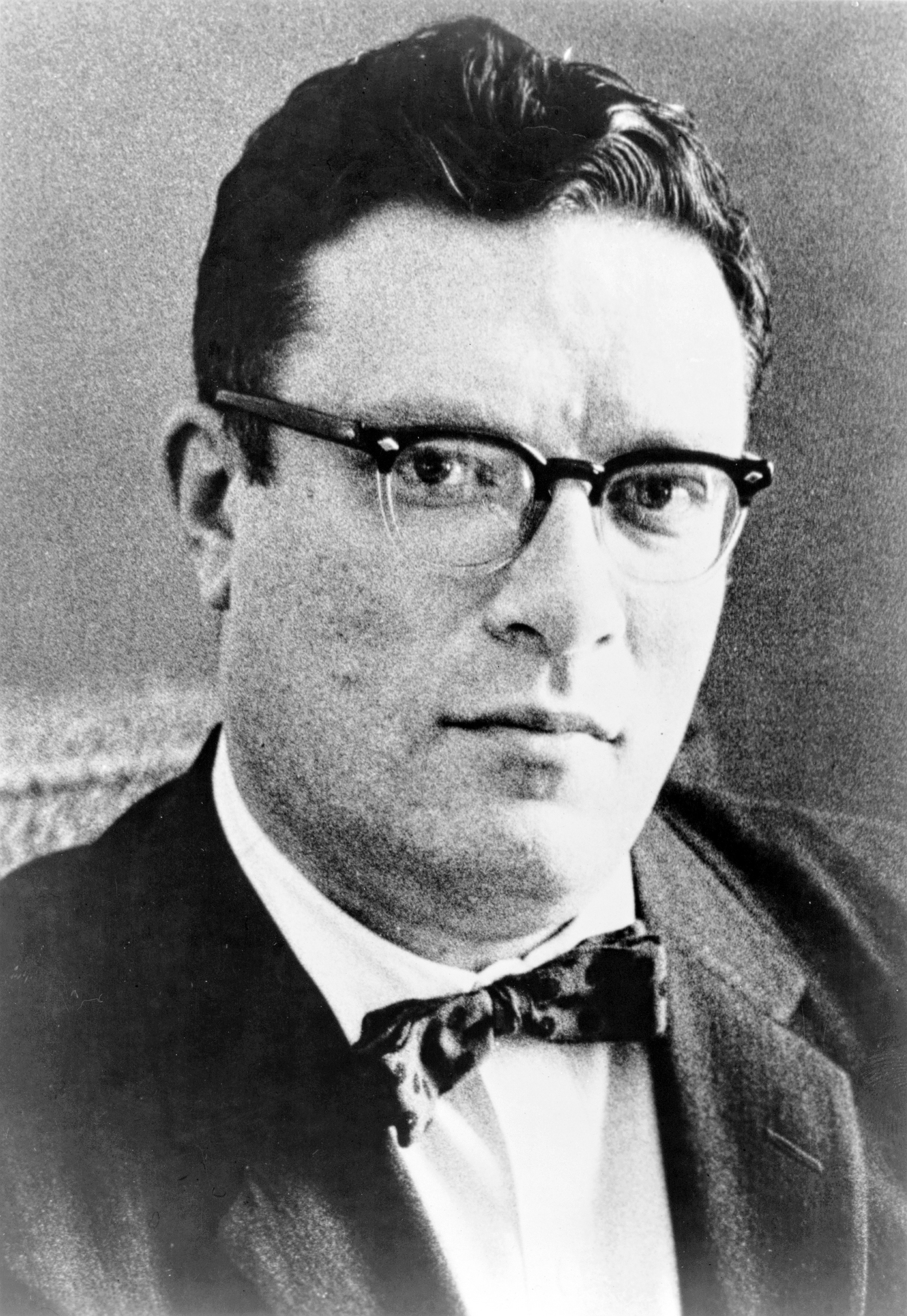
Isaac Asimov, 1965

- 02. Januar: Isaac Asimov, US-amerikanischer Biochemiker und Science-Fiction-Schriftsteller († 1992)
- 09. Januar: Curth Flatow, deutscher Dramatiker († 2011)
- 11. Januar: Ruth Bietenhard, Schweizer Journalistin, Autorin und Lehrerin († 2015)
- 11. Januar: Slavko Janevski, mazedonischer Schriftsteller († 2000)
- 14. Januar: Jean Dutourd, französischer Schriftsteller, Journalist, Essayist und Mitglied der Académie française († 2011)
- 15. Januar: Melvin Lasky, US-amerikanischer Publizist († 2004)
- 20. Januar: Maureen Dragone, US-amerikanische Journalistin und Autorin († 2013)
- 23. Januar: Philippa Pearce, britische Kinderbuchautorin († 2006)
- 24. Januar: Ben Witter, deutscher Journalist, Essayist und Schriftsteller († 1993)
- 31. Januar: Benoîte Groult, französische Schriftstellerin und Journalistin († 2016)

- 01. Februar: Gerhard Prager, deutscher Redakteur und Schriftsteller, Programmdirektor des ZDF († 1975)
- 05. Februar: Hans Lipinsky-Gottersdorf, deutscher Schriftsteller († 1991)
- 11. Februar: Daniel F. Galouye, US-amerikanischer Journalist und Science-Fiction-Schriftsteller († 1976)
- 15. Februar: Anne-Catharina Vestly, norwegische Schriftstellerin († 2008)
- 19. Februar: Franz Joachim Behnisch, deutscher Schriftsteller († 1983)
- 19. Februar: Helga Cazas, französische Autorin († 2008)
- 19. Februar: Jaan Kross, estnischer Schriftsteller († 2007)
- 21. Februar: Liselotte Rauner, deutsche Schriftstellerin († 2005)
- 21. Februar: Ishigaki Rin, japanische Dichterin († 2004)
- 26. Februar: Gisèle Prassinos, französische Lyrikerin und Schriftstellerin († 2015)
- 28. Februar: Mohammad Ibraheem Khwakhuzhi, afghanischer Schriftsteller und Dichter († 1992)
- 29. Februar: Fjodor Alexandrowitsch Abramow, sowjetischer Schriftsteller († 1983)
- 29. Februar: Howard Nemerov, US-amerikanischer Literaturdozent und Dichter († 1991)

- 01. März: Albin Siekierski, polnischer Schriftsteller († 1989)
- 06. März: Lewis Gilbert, britischer Filmregisseur, Produzent und Drehbuchschreiber († 2018)
- 08. März: Eva Dahlbeck, schwedische Schauspielerin und Autorin († 2008)
- 10. März: Boris Vian, französischer Schriftsteller, Chansonnier, Schauspieler und Übersetzer († 1959)
- 17. März: Olga Orozco, argentinische Dichterin († 1999)
- 22. März: Ludvík Kundera, tschechischer Schriftsteller († 2010)
- 24. März: Gene Nelson, US-amerikanischer Filmregisseur, Drehbuchautor und Filmproduzent († 1996)
- 31. März: Marga Minco, niederländische Schriftstellerin und Journalistin († 2023)
- 31. März: Yvette Z’Graggen, Schweizer Schriftstellerin und Übersetzerin († 2012)

### April bis Juni
- 05. April: Arthur Hailey, britisch-kanadischer Autor, Romancier († 2004)
- 11. April: Marlen Haushofer, österreichische Schriftstellerin († 1970)
- 11. April: Peter O’Donnell, britischer Schriftsteller († 2010)
- 12. April: Armin Mohler, Schweizer Philosoph, Publizist, Schriftsteller und Journalist († 2003)
- 13. April: Theodore L. Thomas, amerikanischer Science-Fiction-Autor, Chemiker und Patentanwalt († 2005)
- 15. April: Robert Aulotte, französischer Romanist und Literaturwissenschaftler († 2001)
- 17. April: Bengt Anderberg, schwedischer Übersetzer und Schriftsteller († 2008)
- 22. April: Waleri Petrow, bulgarischer Schriftsteller und Übersetzer († 2014)
- 22. April: Hal March, amerikanischer Komiker, Schauspieler, Fernsehmoderator und Drehbuchautor († 1970)

- 01. Mai: Magnus von Platen, schwedischer Literaturwissenschaftler, Schriftsteller und Übersetzer († 2002)
- 04. Mai: Hermann Schreiber, österreichischer Schriftsteller und Historiker († 2014)
- 07. Mai: William Charles Anderson, US-amerikanischer Science-Fiction-Autor († 2003)
- 09. Mai: Richard Adams, britischer Schriftsteller († 2016)
- 09. Mai: Cristóbal Humberto Ibarra, salvadorianischer Lyriker, Erzähler und Essayist († 1988)
- 15. Mai: Michel Audiard, französischer Drehbuchautor und Regisseur († 1985)
- 15. Mai: Carlo Còccioli, italienischer Schriftsteller († 2003)
- 17. Mai: Aquiles Nazoa, venezolanischer Schriftsteller, Dichter und Journalist († 1976)
- 21. Mai: Kurt Adel, österreichischer Literatur- und Sprachwissenschaftler († 2009)
- 27. Mai: Georges Auclair, französischer Journalist und Schriftsteller († 2004)
- 27. Mai: Gabrielle Wittkop, französische Schriftstellerin, Künstlerin, Essayistin und Journalistin († 2002)

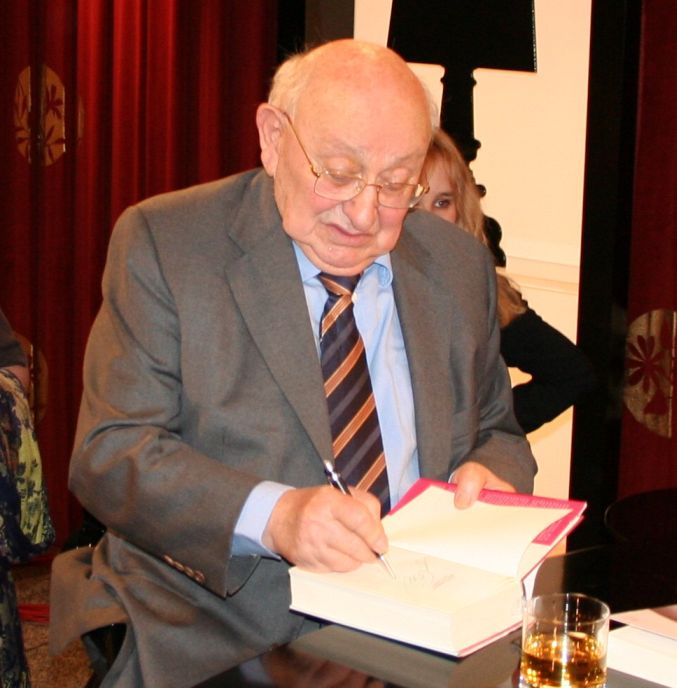
Marcel Reich-Ranicki, 2009

- 02. Juni: Marcel Reich-Ranicki, deutscher Literaturkritiker, Autor und Publizist († 2013)
- 07. Juni: Carlos Gorostiza, argentinischer Dramatiker, Theaterregisseur und Schriftsteller († 2016)
- 08. Juni: Gwen Harwood, australische Dichterin und Librettistin († 1995)
- 11. Juni: Walter Scherf, deutscher Kinder- und Jugendliteratur- sowie Märchenforscher († 2010)
- 13. Juni: Arkadi Adamow, sowjetischer Schriftsteller († 1991)
- 18. Juni: Utta Danella, deutsche Schriftstellerin († 2015)
- 21. Juni: Yves Robert, französischer Schauspieler, Drehbuchautor, Produzent und Regisseur († 2002)
- 22. Juni: Klaus W. Jonas, deutscher Germanist und Bibliograph († 2016)
- 27. Juni: I. A. L. Diamond, US-amerikanischer Drehbuchautor († 1988)

### Juli bis September
- 11. Juli: Sverri Djurhuus, färöischer Autor und Freiwilliger der Waffen-SS im Zweiten Weltkrieg († 2003)
- 21. Juli: Hans Bradtke, deutscher Textdichter und Karikaturist († 1997)
- 21. Juli: Mohammed Dib, algerischer Journalist und Schriftsteller († 2003)
- 28. Juli: Arshi Pipa, albanischer Literat († 1997)
- 31. Juli: Franca Valeri, italienische Schauspielerin und Drehbuchautorin († 2020)

- 02. August: Werner Müller, deutscher Autor, Komponist, Dirigent, Arrangeur und Orchesterleiter († 1998)
- 03. August: Maria Dessauer, deutsche Schriftstellerin, Herausgeberin, Lektorin und Übersetzerin († 2021)
- 03. August: P. D. James, britische Schriftstellerin († 2014)
- 04. August: Hermann Kükelhaus, deutscher Dichter († 1944)
- 04. August: Helen Thomas, US-amerikanische Journalistin († 2013)
- 06. August: Furuyama Komao, japanischer Schriftsteller († 2002)
- 06. August: Otto B. Roegele, deutscher Publizist und Kommunikationswissenschaftler († 2005)
- 07. August: Tsukamoto Kunio, japanischer Lyriker († 2005)
- 09. August: Willi Heinrich, deutscher Schriftsteller († 2005)
- 16. August: Charles Bukowski, US-amerikanischer Dichter und Schriftsteller († 1994)
- 21. August: Christopher Robin Milne, britischer Autor und Vorbild für die literarische Figur Christopher Robin in den Büchern um Pu den Bären († 1996)
- 22. August: Ray Bradbury, US-amerikanischer Schriftsteller († 2012)
- 22. August: Wolfdietrich Schnurre, deutscher Schriftsteller († 1989)
- 23. August: Ayukawa Nobuo, japanischer Schriftsteller und Literaturkritiker († 1986)
- 24. August: Herbert Kaufmann, deutscher Volkskundler, Journalist und Schriftsteller († 1976)
- 30. August: Harald Deilmann, deutscher Architekt und Autor († 2008)

- 03. September: Marguerite Higgins, amerikanische Journalistin und Kriegsberichterstatterin († 1966)
- 04. September: Anneliese Brost, deutsche Verlegerin († 2010)
- 08. September: Ernst-Alfred Jauch, deutscher Journalist († 1991)
- 14. September: Mario Benedetti, uruguayischer Schriftsteller († 2009)
- 20. September: Hanns Cibulka, deutscher Schriftsteller († 2004)
- 20. September: Michael Holzinger, Schriftsteller in Banater Mundart († 1996)
- 21. September: Hans Günter Michelsen, deutscher Dramatiker († 1994)

### Oktober bis Dezember
- 05. Oktober: Giulio Cisco, italienischer Journalist und Schriftsteller († 1999)
- 08. Oktober: Maria Beig, deutsche Schriftstellerin († 2018)

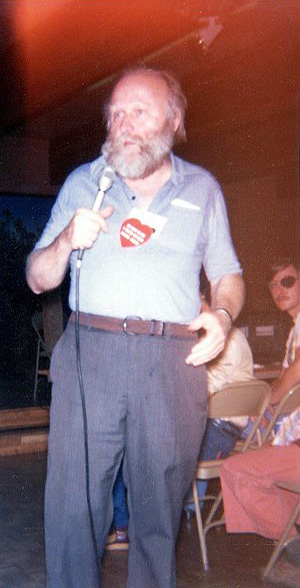
Frank Herbert, 1978

- 08. Oktober: Frank Herbert, US-amerikanischer Science-Fiction- und Fantasy-Autor († 1986)
- 09. Oktober: Jens Bjørneboe, norwegischer Schriftsteller, Dramatiker und Essayist († 1976)
- 15. Oktober: Mario Puzo, US-amerikanischer Autor († 1999)
- 17. Oktober: Miguel Delibes, spanischer Schriftsteller († 2010)
- 18. Oktober: Melina Mercouri, griechische Schauspielerin, Sängerin und Kulturministerin († 1994)
- 23. Oktober: Gianni Rodari, italienischer Schriftsteller († 1980)
- 24. Oktober: Robert Greacen, irischer Dichter († 2008)
- 31. Oktober: Dick Francis, britischer Krimi-Autor († 2010)

- 11. November: Roy Jenkins, britischer Politiker und Autor († 2003)
- 16. November: Colin Thiele, australischer Kinderbuchautor († 2006)
- 17. November: Camillo Felgen, Luxemburger Sänger, Texter und Radio- und Fernsehmoderator († 2005)
- 17. November: Ellis Kaut, deutsche Kinderbuchautorin († 2015)
- 17. November: Jean Starobinski, Schweizer Arzt und Literaturwissenschaftler († 2019)
- 23. November: Paul Celan, deutscher Lyriker († 1970)
- 29. November: Hans Derendinger, Schweizer Journalist und Politiker († 1996)

- 07. Dezember: Tatamkhulu Afrika, südafrikanischer Schriftsteller und Dichter († 2002)
- 10. Dezember: Clarice Lispector, ukrainisch-brasilianische Schriftstellerin († 1977)
- 10. Dezember: Reginald Rose, US-amerikanischer Schriftsteller († 2002)
- 15. Dezember: Albert Memmi, tunesisch-französischer Schriftsteller und Soziologe († 2020)
- 21. Dezember: Gaston-Armand Amaudruz, Schweizer Publizist († 2018)
- 24. Dezember: Agawa Hiroyuki, japanischer Schriftsteller († 2015)
- 24. Dezember: Franco Lucentini, italienischer Schriftsteller und Übersetzer († 2002)
- 31. Dezember: Richard Nimmerrichter, österreichischer Journalist („Staberl“; † 2022)

### Genaues Geburtsdatum unbekannt
- Helmut Anemüller, deutscher Arzt, Ernährungswissenschaftler, Autor und Dozent († 2000)
- Musa Anter, kurdischer Schriftsteller und Intellektueller († 1992)

## Gestorben
- 02. Januar: Paul Adam, französischer Schriftsteller (* 1862)
- 24. Januar: Hagbard Berner, norwegischer Publizist und Politiker (* 1839)

- 08. Februar: Richard Dehmel, deutscher Dichter und Schriftsteller (* 1863)
- 12. Februar: Adolf Frey, Schweizer Schriftsteller und Literaturhistoriker (* 1855)
- 27. Februar: Ludwig Rubiner, deutscher Dichter, Literaturkritiker und Essayist (* 1881)

- 04. März: Fjodor Krjukow, russischer Schriftsteller (* 1870)
- 15. März: Edmund Reitter, deutscher Entomologe, Schriftsteller und Kaufmann (* 1845)
- 22. März: Mihael Lendovšek, slowenischer Schriftsteller und Theologe (* 1844)

- 10. April: Tryggve Andersen, norwegischer Schriftsteller (* 1866)
- 09. Mai: Iwano Hōmei, japanischer Schriftsteller, Literaturkritiker und Übersetzer (* 1873)
- 21. Mai: Eleanor Hodgman Porter, amerikanische Schriftstellerin (* 1868)

- 12. Juni: Eduard Clausnitzer, deutscher Theologe, Pädagoge und Schriftsteller (* 1870)
- 14. Juni: Anna Maria Mozzoni, italienische Schriftstellerin und Journalistin (* 1837)
- 30. Juni: Lena Christ, deutsche Schriftstellerin (* 1881)

- 14. Juli: Heinrich Friedjung, österreichischer Historiker, Publizist und Journalist (* 1851)

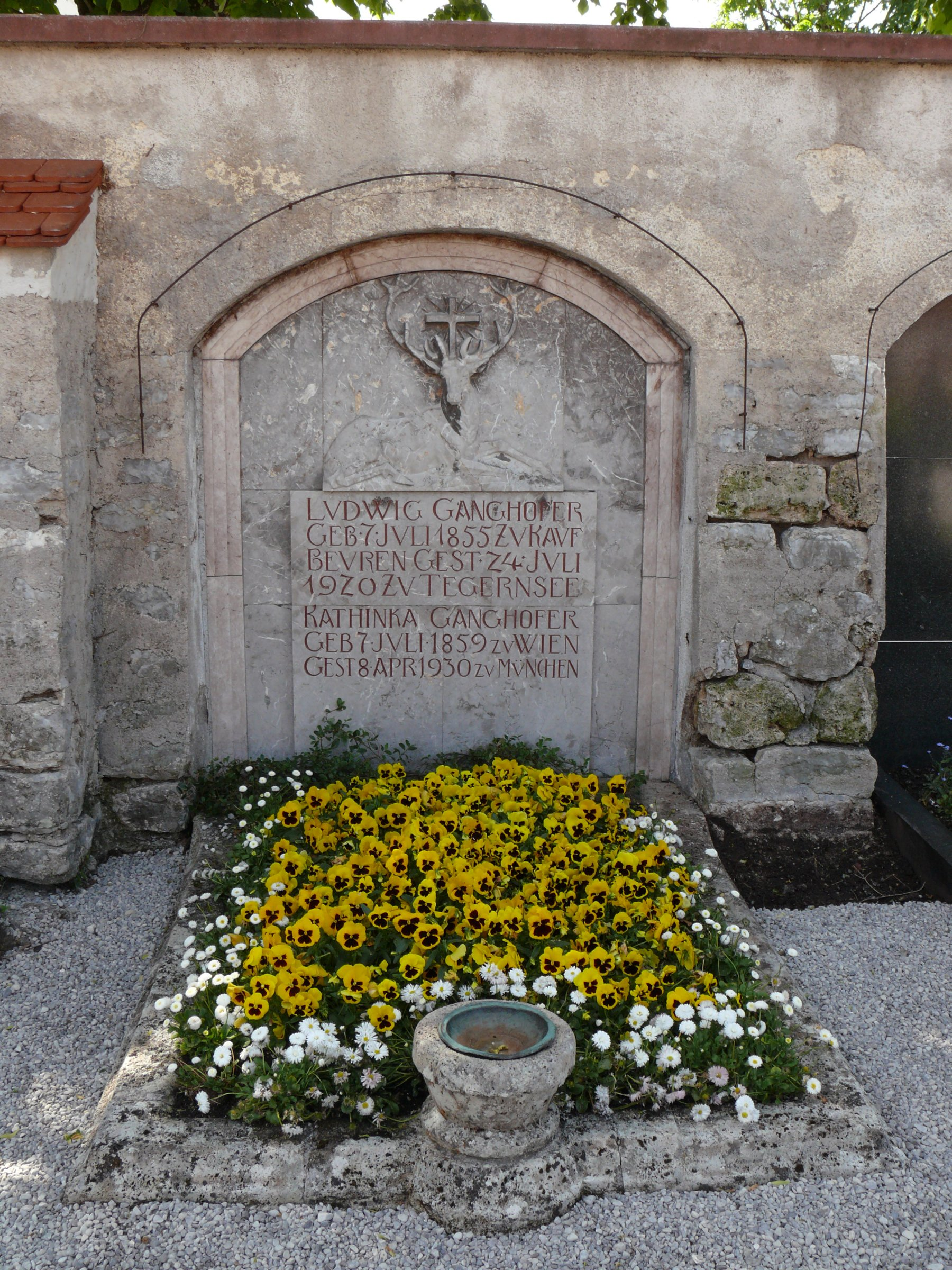
Ganghofer-Grab auf dem Egerner Friedhof

- 24. Juli: Ludwig Ganghofer, bayerischer Schriftsteller (* 1855)

- 12. August: Louisa Lawson, australische Schriftstellerin und Herausgeberin (* 1848)
- 03. September: Kauppis-Heikki, finnischer Schriftsteller (* 1862)
- 08. September: Rudolf Mosse, deutscher Verlagsgründer und Publizist (* 1843)
- 12. September: Albert Trautmann, deutscher Apotheker, Heimatforscher und Schriftsteller (* 1867)
- 16. September: Dan Andersson, schwedischer Arbeiterdichter und Lyriker (* 1888)

- 16. Oktober: Cäsar Flaischlen, deutscher Lyriker und Mundartdichter (* 1864)
- 08. November: Salomon An-ski, russischer Schriftsteller, Journalist und Ethnograph (* 1863)
- 08. November: Friedrich J. Pajeken, deutscher Kaufmann und Schriftsteller (* 1855)
- 11. Dezember: Olive Schreiner, südafrikanische Schriftstellerin (* 1855)